# پالانتیوم

پالانتیوم در نقشه سفر آئنیاس در انئید

پالانتیوم (یونانی باستان: Παλλάντιον) شهری باستانی در نزدیکی رودخانه تیبر در شبه جزیره ایتالیا (فهرست مردمان باستانی ایتالیا) بود. اسطوره‌شناسی روم، همان‌طور که برای مثال در انئید ویرژیل نقل شده‌است، بیان می‌کند که این شهر در مگنا گراسیا توسط یونانیان باستان اواندر و دیگران زمانی قبل از جنگ تروآ تأسیس شد. علاوه بر این، دیونوسیوس هالیکارناسی می‌نویسد که رومی‌ها می‌گویند که این شهر توسط یونانیان اهل پالانتیوم آرکادیا (منطقه)، حدود شصت سال قبل از جنگ تروا و رهبر آن اواندر، تأسیس شد. سولینوس می‌نویسد که آرکادی‌ها بنیانگذاران شهر بودند.